# خرم أباد (شهر أباد)
خرم أباد (بالفارسية: خرم‌آباد) هي قرية تقع في إيران في قسم شهر أباد الريفي. يقدر عدد سكانها بـ 676 نسمة .